# Brad Bellick
Brad Bellick az amerikai Szökés című sorozat egyik kitalált szereplője, akit Wade Williams alakít. Kezdetektől a sorozat egyik főszereplője, mind a négy évadban szerepelt. Az első évad premier epizódjában ismerhetjük meg, mint a Fox River börtönparancsnokát. Az első évad folyamán ő volt Michael Scofield egyik fő ellensége. A második évadban a karakter szerepe megváltozik, miután kirúgják a börtönből a szökés miatt. Habár nem olyan művelt, mint Scofield vagy Mahone, végig a szökevények nyomában van. Néhányukat el is tudja kapni. A harmadik évadban szintén börtönbe kerül, de mint fegyenc.
A negyedik évadban pedig csatlakozik a Cég megbuktatására összejött csapathoz.

## Háttér
Bellick egész életében börtönőr akart lenni. Nem sokkal a gimnázium után kezdett a Fox Riverben dolgozni. Az akadémiai vizsgán ötször bukott meg, de végül sikeresen letette. Azt vallja, hogy a büntetés jobb, mint a megbocsátás, ezért nem mindenben ért egyet a börtön igazgatójával, Henry Pope-pal. Ám Pope, miután nyugdíjba vonul Bradet akarja kinevezni a börtön új igazgatójának, ezért egyre több felelősséggel bízza meg a börtönőrt. Mint A csapda című epizódból kiderül, Bellick körülbelül 40 éves.

## Karaktere
Bellick édesanyjával él egy kis lakásban, a Fox River Állami Fegyintézetben dolgozik börtönőrként. Jelleme: nagyon agresszív, korrupt és pénzéhes.

## Szereplések

### 1. évad
Bellick az első epizódban tűnik fel legelőször, amikor is beleköt Michael-be, amikor az bekerül a börtönbe. Bellick több rabbal is agresszívan bánik, de pénzért cserébe bármit megtesz nekik, pl.: más cellába rakja őket. Így van ez Philly Falzonéval, akinek pénzéért cserébe John Abruzzinak adja a Börtönmunka vezetését. Mikor David Apolskis bekerül a börtönbe, megbízza, kémkedjen neki Scofield után. Mivel a fiú nem szerez neki információkat, Brad berakja egy hatalmas, szexéhes rab, Avocado mellé. Később felfedezi, hogy a rabok szökni akarnak, ám Westmoreland leüti és megkötözve beteszi a raktárhelységben ásott lyukba. Ám mielőtt az öreg leüti, Brad halálosan megsebzi a férfit, később bele is hal a sérülésbe. Bellick a lyukban, betömött szájjal éli át a rabok szökését.

### 2. évad
Miután megtalálják megkötözve, azonnal hajtóvadászatba kezd embereivel, ám az ügyet Alexander Mahone veszi át tőle. Ezután pedig hidegzuhany jön: Pope igazgatóval felelnie kell a történtekért. Mikor Roy Geary tanúskodik Bellick ellen, kirúgják a Fox River-ből. Ezután vadászatba kezd Westmoreland pénze után, ám ezután sorscsapások érik: miután megszerezte a pénzt, Roy Geary elrabolja tőle, gyilkosság vádjával a Fox Riverbe kerül rabként, majd ott összetüzésbe kerül több rabbal is, akik jól megverik. Végül Mahone ügynök segítségével kikerül onnan, de cserébe meg kell találnia Zakkantat és Sucrét.
Zakkantat hamar csapdába ejti, ám Sucréért egészen Panamáig kell repülnie. Mikor ott elfogja, Sucre közli, a pénz Zsebesnél van, Zsebes pedig valahol abban a városban, ahol ők vannak. Mikor rátalálnak, Theodore lábon lövi Bellicket, akit ezután a panamai hatóságok elfognak. Az évadban utoljára a Sonában látjuk Bellicket, ahogy a földön fekszik meztelenül, össze-vissza verve és tele sebekkel.

### 3. évad
Bellick egy panamai börtönbe, egy Sona nevű helyre kerül. Mindenki egy koszos féregnek nézi őt, és többször is kegyetlenkednek vele. Mikor megtudja, hogy Michael ismét szökni fog, be akar kerülni a csapatba, ezért párbajban megöl egy embert. Ekkor Zsebes ráveszi, hogy ha Sammyt is megöli párbajban, akkor bent van a csapatban. Annak ellenére, hogy kis híján Sammy megöli, mégis beveszik. Ám mikor eljön a szökés ideje, az őrök elfogják, megkínozzák, majd visszaviszik a Sonába, ahol riadtan végignézi, ahogy Zsebes megfojtja Lecherót. Az utolsó jelenetekben láthatjuk, hogy Bellick a Sonában ül, depressziósan és belefáradva mindenbe.

### 4. évad
Bellicket a negyedik évadban először Sucréval látjuk, amikor az anyja felveszi őket egy buszból kiszállva. Ezután elviszi Sucrét a kórházba, hogy láthassa a kislányát, de elkapják őket a rendőrök és Michaelékhez viszik. Bellick is tagja lesz a bandának, amely a CÉG ellen szerveződött. A második epizódban segít megszerezni az első merevlemezt, ami a CÉG fekete könyvéhez vezet. A következő epizódban Bellicket és Sucrét azzal bízzák meg, hogy figyeljék meg Tuxhornt, a már megtalált kártyaőrt, de közben újfent elkapják őket az ügynökök, miután lefújják a Scylla akciót. Ám később Michael révén mégis folytatódhat a keresés.
A negyedik, Eagles and Angels epizódban Brad segít Lincolnnak, miután kiszúrják őt a CÉG emberei. A következő epizódokban szorgosan segít a csapatnak megszerezni öt kártyát a hatból. A hetedik, Five the Hard Way részben Zsebes fogságába kerül Michaellel együtt, aki utóbbit ráveszi, hogy fejtse meg Whistler madárhatározójának tartalmát.
Mint kiderül, a könyvben egy tervrajz van elrejtve, ami Zsebes Gate irodája alá vezet. Ezután végignézi, ahogy Gretchen megöli Zsebes egyik kollégáját a Gate-nél, mert az szaglászni kezdett Cole Pfeiffer után. A nyolcadik, The Price epizódban Michaellel és Sarával a mentőautóban várakozik, a Tábornok elleni akcióban, de tervük nem sikerül, mert Roland feladja őket Wyattnél. Ennek következtében kénytelenek elmenni a helyszínről, ám Sucrét meglövi a bérgyilkos. A Greatness Achieved részben Bellick lemegy Michaellel, Lincolnnal és Sucrével a Zsebes irodája alatti alagútba, ami Los Angeles egyik fő vízellátó csővezetékéhez vezeti őket. Lincolnnal elállítják a csőben a vizet, míg Michael és Sucre egy másik csövet dugnak át, amiben átmászhatnak. Ám nem sikerül átdugni a csövet, mert a támaszték eltörik. Az idő hiányában, mivel a vizet visszaengedik, Bellick úgy dönt, hogy feláldozza magát a csapat érdekében, hogy meg tudják szerezni a Scyllát, visszamegy a fő csőbe, és segít a másik csövet beletenni a lyukba. Ennek következtében, miután a víz újra elárasztja a csövet, Bellick megfullad.
Bellicket még láthatjuk a tizedik, The Legend epizódban, ahol Michael, Lincoln, Sara, Mahone és Sucre a koporsója felett búcsúzik el tőle, míg Zsebes egy beszédben emlékezik meg Bradről a munkahelyén. Ezután Sucre felhívja az édesanyját, Edna Bellicket, hogy mi történt a fiával, és hogy hazaszállítják neki a holttestét. Brad Bellick az ötödik főszereplő, aki meghal a sorozatban Veronica Donovan, John Abruzzi, Norman St. John/Lechero és James Whistler után, mivel Paul Kellerman-ról kiderül, hogy nem halt meg.